# Конрад I фон Папенхайм
Конрад I фон Папенхайм (на немски: Konrad I von Pappenheim; † ок. 1403) е благородник от фамилията Папенхайм в Бавария.

## Произход
Той е син на Хайнрих V фон Папенхайм († ок. 22 февруари 1387) и съпругата му Елизабет фон Елербах († сл. 1380), дъщеря на Буркхард фон Елербах. Брат е на Хаупт I фон Папенхайм († сл. 1412), „пфлегер“ на Донаувьорт и Инголщат.

## Фамилия
Първи брак: с Елизабет фон Зекендорф (* пр. 1361; † сл. 22 февруари 1380), дъщеря на рицар Буркард фон Зекендорф (1330 – 1365) и втората му съпруга фон Бопфинген. Те имат две деца:
- Вилхелм фон Папенхайм († 1406)
- Бенедикта фон Папенхайм, омъжена за Мартин? Фьорч фон Турнау

Съпругата му се омъжва втори път за Ханс фон Розенберг.
Втори брак: с Анна фон Фрайберг, дъщеря на рицар Фридрих фон Фрайберг († сл. 1356) и втората му съпруга Доротея фон Папенхайм. Те имат три деца:
- Хайнрих VI фон Папенхайм († 1419)
- Георг фон Папенхайм
- Конрад фон Папенхайм

Съпругата му Анна се омъжва втори път през 1394 г. за Райнхарт фон Шелварт.